# Gänsedieb (Spiel)
Gänsedieb ist die Bezeichnung für ein altes Kinderspiel.

## Geschichte und Spielgedanke
Das Spiel vom Gänsedieb basiert auf einem mündlich tradierten Volkslied, dessen Text und Melodie schon dem Dorflehrer, Dichter und Komponisten Ernst Anschütz (1780–1861) bekannt waren, als er 1824 den von ihm verfassten bekannten Text Fuchs, du hast die Gans gestohlen für den Schulgebrauch mit derselben Melodie versah.

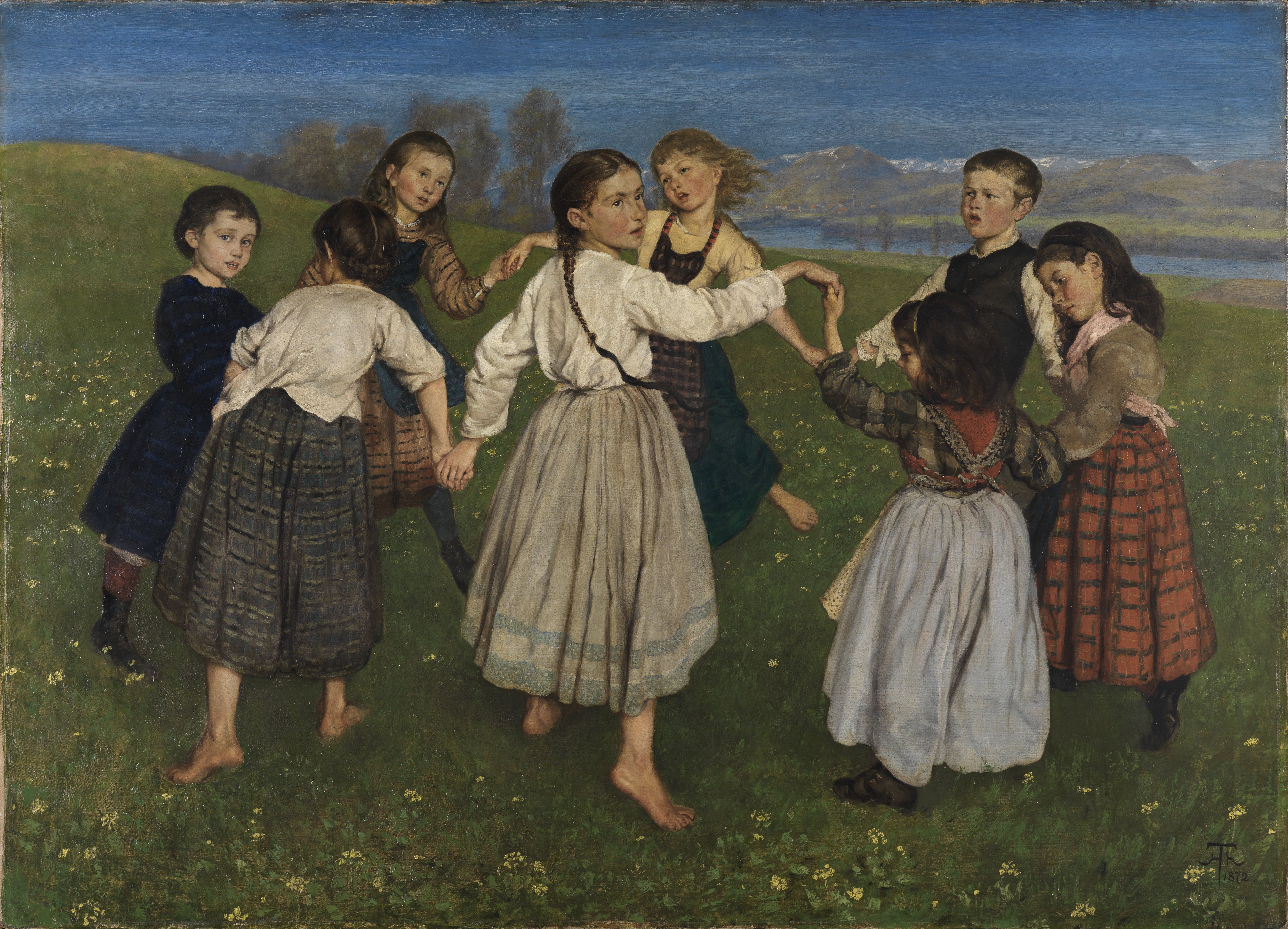
Hans Thoma: Der Kinderreigen, 1884

Bei dem als Reigen getanzten Spiel handelt es sich um ein Symbolspiel, bei dem ein Kind als „Gänsedieb“ aus dem Kreis der Spielenden herausgefunden und wegen dieser „Schandtat“ „gebrandmarkt“ werden soll. Das betroffene Kind wird mit einem Spottvers aus dem Spielkreis verabschiedet.
Wegen des Rückgangs der Straßenspiele, aber auch wegen der Sensibilisierung der Erzieher für die Psyche von Kindern ist der „Gänsedieb“ aus dem Spielrepertoire der Kinder heute fast verschwunden.

## Spielablauf
Die Kinder fassen sich an den Händen und bilden mit einer ungeraden Zahl von Mitspielern einen größeren Kreis. Dann bewegen sie sich gehend oder tanzend nach den gesungenen Versen und der Melodie des bekannten Volkslieds:
Wer die Gans gestohlen hat, der ist ein Dieb.

Wer sie mir aber wiederbringt, den hab’ ich lieb.
Die Melodieführung hat sich im Laufe der langen Tradition des Spiels regional unterschiedlich entwickelt.
Nach dem letzten Vers sucht sich jedes Kind möglichst schnell einen Partner aus dem Kreis, den es umarmt. Da die Spielgruppe eine ungerade Mitspielerzahl voraussetzt, bleibt jedoch zwangsläufig ein Kind ohne Partner. Die Kinder zeigen auf das allein gebliebene Kind in ihrem Kreis und singen die Spottverse:
Da steht der Gänsedieb.

Den hat kein Mensch mehr lieb.
Der entlarvte Gänsedieb darf bei der nächsten Spielrunde das Zeichen zur neuen Partnerwahl geben und hat dadurch einen Vorsprung vor den anderen.

## Pädagogische Einordnung und Beurteilung
Der Gänsedieb zählt wissenschaftssystematisch zu den sogenannten Hämespielen. Bei dieser Kategorie von Spielen, zu denen auch das Schwarzer-Peter-Spiel oder die Aprilscherz-Spiele gehören, geht es um die Bloßstellung eines Mitspielenden zur Belustigung der übrigen. Dieser Spielgedanke ist vom psychologischen und pädagogischen Standpunkt aus gesehen nicht unproblematisch, weil sich sensible Kinder trotz des Spielcharakters tief verletzt fühlen und solche Spiele entsprechend zu einer Spielverdrossenheit führen können.
Hämespiele wie der Gänsedieb sind vornehmlich im freien, unbeaufsichtigten Kinderspiel anzutreffen. In den heutigen, von Erwachsenen organisierten Kinderfreizeiten und im Kindergarten hat eine verbesserte Ausbildung der Erzieher dazu geführt, dass diese Spielformen, die auch positive Lernelemente für die Persönlichkeitsentwicklung enthalten, ohne Schädigung der kindlichen Psyche ihren Nutzen entfalten können:

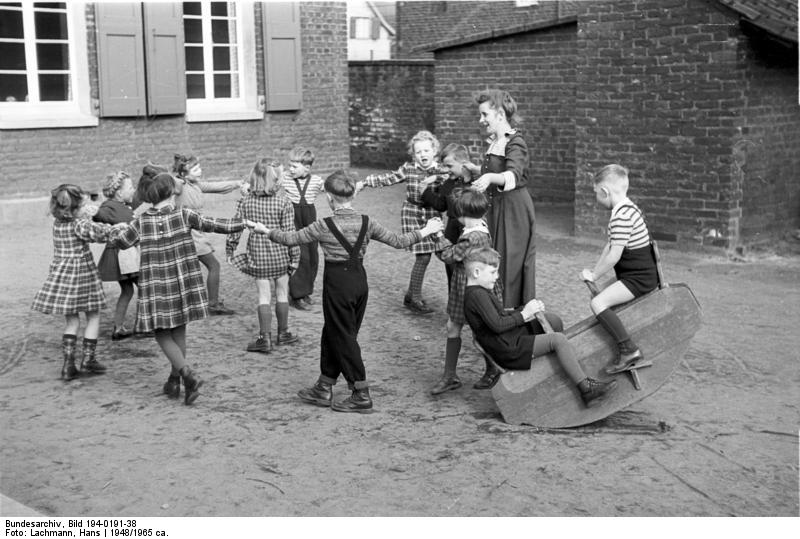
Ringelreihenspiel mit Erzieherin (1948)

Um die Wirkung der für sensible Kinder oft unerträglichen Bloßstellung abzumildern, bietet die Literatur taktische Maßnahmen an wie etwa, dass sich der oder die teilnehmenden Erwachsenen in der ersten oder auch noch zweiten Spielrunde selbst zum Gänsedieb machen lassen oder besonders langsam reagierende, empfindliche oder schon einmal betroffene Kinder zu ihrem Partner wählen und damit vor einer wiederholten Isolierung retten. Ideal ist, wenn möglichst jedes Kind einmal die unangenehme Situation ertragen lernt.